# Prvenstvo BLP 1933-1934
Il Prvenstvo Beogradskog loptičkog podsaveza 1933./34., in cirillico Првенство Београдског лоптичког подсавеза 1933./34., (it. "Campionato della sottofederazione calcistica di Belgrado 1933-34") fu la quindicesima edizione del campionato organizzato dalla Beogradski loptački podsavez (BLP).
Questa fu la prima edizione del Prvenstvo BLP ad essere di secondo livello calcistico. Infatti, da quest'anno, il Državno prvenstvo, il campionato nazionale, raccoglieva le migliori squadre del Regno di Jugoslavia, e le vincitrici delle varie sottofederazioni avrebbero disputato gli spareggi per la promozione al campionato successivo, anziché per la stessa stagione come fatto fino ad allora.
Il campionato era diviso era diviso fra le squadre di Belgrado città (divise in più classi, razred) e quelle della provincia (divise in varie parrocchie, župe). La vincitrice della 1. razred disputava la finale sottofederale contro la vincente del campionato provinciale.
Il campionato venne vinto dallo Sloga Belgrado, al suo primo titolo nella BLP.

Data la ristrutturazione del campionato nazionale, la vittoria non diede l'accesso a spareggi-promozione allo Sloga.

## Prima classe "A"
```
Poco dopo l'inizio del torneo, lo 
Šparta Zemun
 è stato invitato alle 
qualificazioni
 per il 
Državno prvenstvo 1934-1935
.
[
2
]
```

### Classifica
|                   | Pos. | Squadra           | Pt       | G        | V        | N        | P        | GF       | GS       | QR       |
| ----------------- | ---- | ----------------- | -------- | -------- | -------- | -------- | -------- | -------- | -------- | -------- |
|                   | 1.   | Sloga Belgrado    | 15       | 12       | 6        | 3        | 3        | 28       | 20       | 1,400    |
|                   | 2.   | Radnički Belgrado | 14       | 12       | 5        | 4        | 3        | 19       | 19       | 1,000    |
|                   | 3.   | Grafičar Belgrado | 14       | 12       | 6        | 2        | 4        | 26       | 27       | 0,962    |
|                   | 4.   | ZAŠK Zemun        | 12       | 12       | 5        | 2        | 5        | 23       | 24       | 0,958    |
|                   | 5.   | Vitez Zemun       | 12       | 12       | 4        | 4        | 4        | 17       | 19       | 0,894    |
|                   | 6.   | BUSK Belgrado     | 10       | 12       | 5        | 0        | 7        | 25       | 26       | 0,961    |
|                   | 7.   | Obilić            | 7        | 12       | 2        | 3        | 7        | 20       | 24       | 0,833    |
|                   |      | Šparta Zemun      | Ritirato | Ritirato | Ritirato | Ritirato | Ritirato | Ritirato | Ritirato | Ritirato |
| Fonte: exyufudbal |      |                   |          |          |          |          |          |          |          |          |

Legenda:
      Campione della BLP.
      Retrocessa nella classe inferiore.
Note:
Due punti a vittoria, uno a pareggio, zero a sconfitta.

### Risultati
Andata:
01.10.1933. BUSK – Obilić 4–3, Vitez – Radnički 1–1, Sparta – ZAŠK 8–2 (annullata)
08.10.1933. ZAŠK – BUSK 2–0, Vitez – Sloga 2–1, Sparta – Obilić 3–1 (annullata)
15.10.1933. Radnički – Grafičar 2–2, ZAŠK – Sloga 3–2
22.10.1933. Grafičar – Obilić 3–2, BUSK – Vitez 3–1
29.10.1933. Vitez – Grafičar 2–1, Radnički – ZAŠK 2–0
05.11.1933. Radnički – Obilić 2–1, BUSK – Sloga 0–3
12.11.1933. Vitez – Obilić 2–0, Sloga – Radnički 4–2 (annullata)
19.11.1933. ZAŠK – Obilić 2–2, Radnički – BUSK 2–1
26.11.1933. ZAŠK – Vitez 3–2, Grafičar – Sloga 1–0
03.12.1933. Grafičar – BUSK 4–3
10.12.1933. ZAŠK – Grafičar 5–4, Sloga – Obilić 5–5
04.03.1934. Radnički – Sloga 2–2 (nuova)
Ritorno:
25.03.1934. Obilić – Vitez 0–0, Sloga – Grafičar 3–2
01.04.1934. ZAŠK – Vitez 1–1
15.04.1934. Sloga – BUSK 3–2, ZAŠK – Obilić 2–3
22.04.1934. Obilić – Grafičar 0–1, BUSK – Vitez 1–4, Radnički – ZAŠK 1–2 (interrotta al 75º minuto, continuata il 27 maggio)
29.04.1934. Grafičar – Radnički 3–0
06.05.1934. Obilić – BUSK 0–1, Sloga – Vitez 4–0
13.05.1934. BUSK – ZAŠK 2–1, Obilić – Sloga 0–1 (interrotta al 70º minuto, continuata il 24 giugno)
03.06.1934. Grafičar – Vitez 1–1
17.06.1934. BUSK – Grafičar 8–2
24.06.1934. Grafičar – ZAŠK 2–1, Radnički – Vitez 3–1
01.07.1934. Sloga – ZAŠK 3–1
08.07.1934. BUSK – Radnički 0–1
15.07.1934. Radnički – Sloga 2–2
30.12.1934. Obilić – Radnički 4–1 (ripetizione della gara in programma il 20 maggio in cui era stata data la vittoria al Radnički a tavolino)

## Classi inferiori
Nella stagione 1933-34, i campionati della città di Belgrado contavano 61 squadre divise in cinque classi:
- 7 squadre in 1.A razred
- 10 squadre in 1.B razred
- 20 squadre in 2. razred (10 nel gruppo Sava e 10 nel gruppo Drava)
- 14 squadre in 3. razred (7 nel gruppo Drina e 7 nel gruppo Morava)
- 10 squadre in 4. razred[6]

### 1.B razred
```
   Squadra                         G   V   N   P   GF  GS  Q.Reti  Pti
1  
Jedinstvo
                       18  15  2   1   70  21  3,333   32 (promosso in 
1.A razred
)
2  
Slavija
                         18  12  6   0   51  15  3,400   30 (promosso in 
1.A razred
)
3  
Palilulac
                       18  10  3   5   39  28  1,393   23
4  
Čukarički
                       18  10  3   5   41  30  1,367   23
5  
Srpski mač
                      18  7   3   8   34  32  1,063   17
6  Brđanin                         18  5   4   9   28  41  0,683   14
7  Uskok                           18  3   5   10  26  49  0,531   11
8  Sparta Belgrado                 18  5   1   12  19  42  0,452   11
9  Ruski SK                        18  4   3   11  30  53  0,566   11
10 
Balkan
                          18  2   4   12  18  45  0,400   8
```